# غومازي عثمان
غومازي عثمان (بالفارسية: گومازی عثمان) هي قرية تقع في البلدة المركزية في إيران. يقدر عدد سكانها بـ 50 نسمة بحسب إحصاء 2016.